# EVO 4

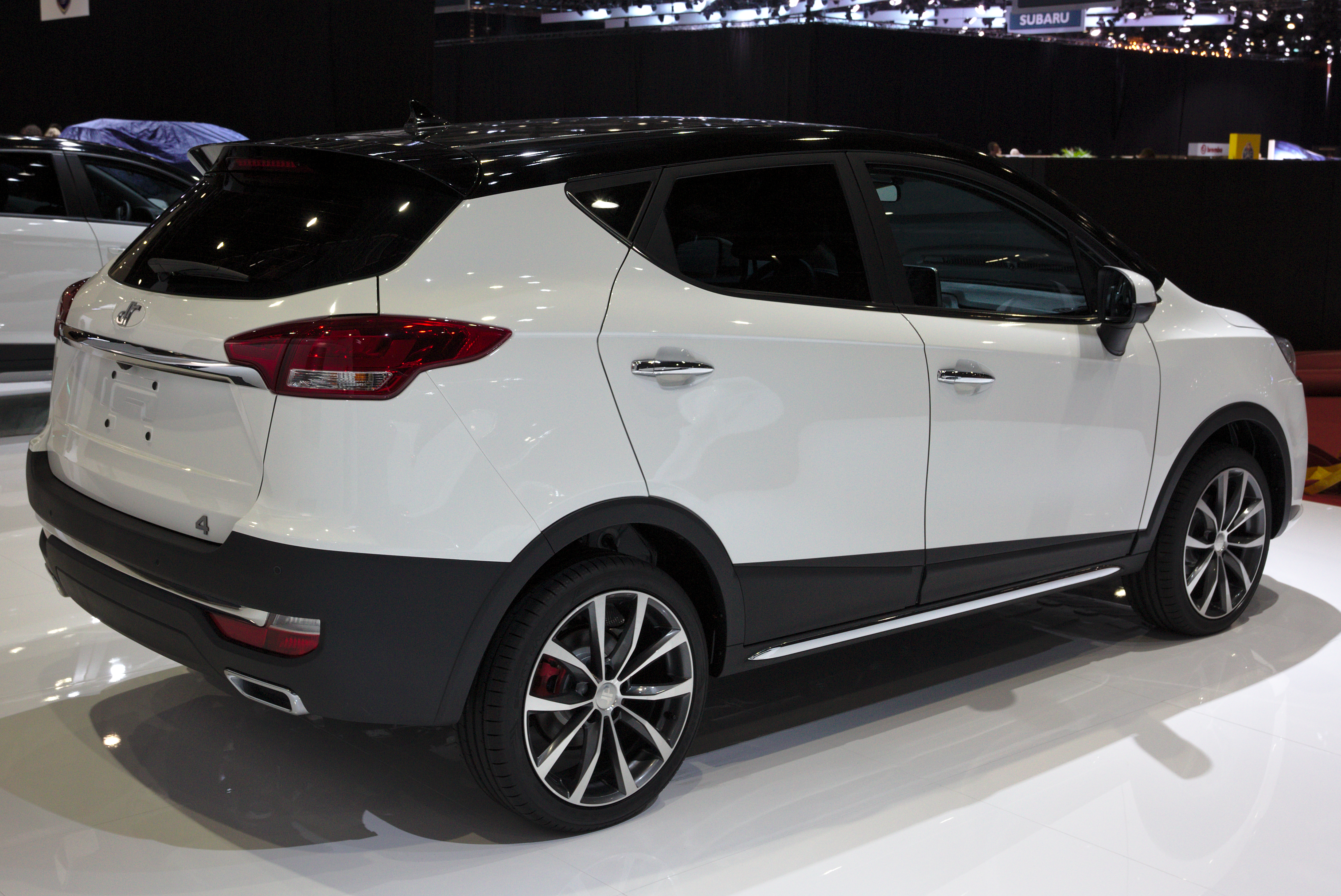
Heckansicht

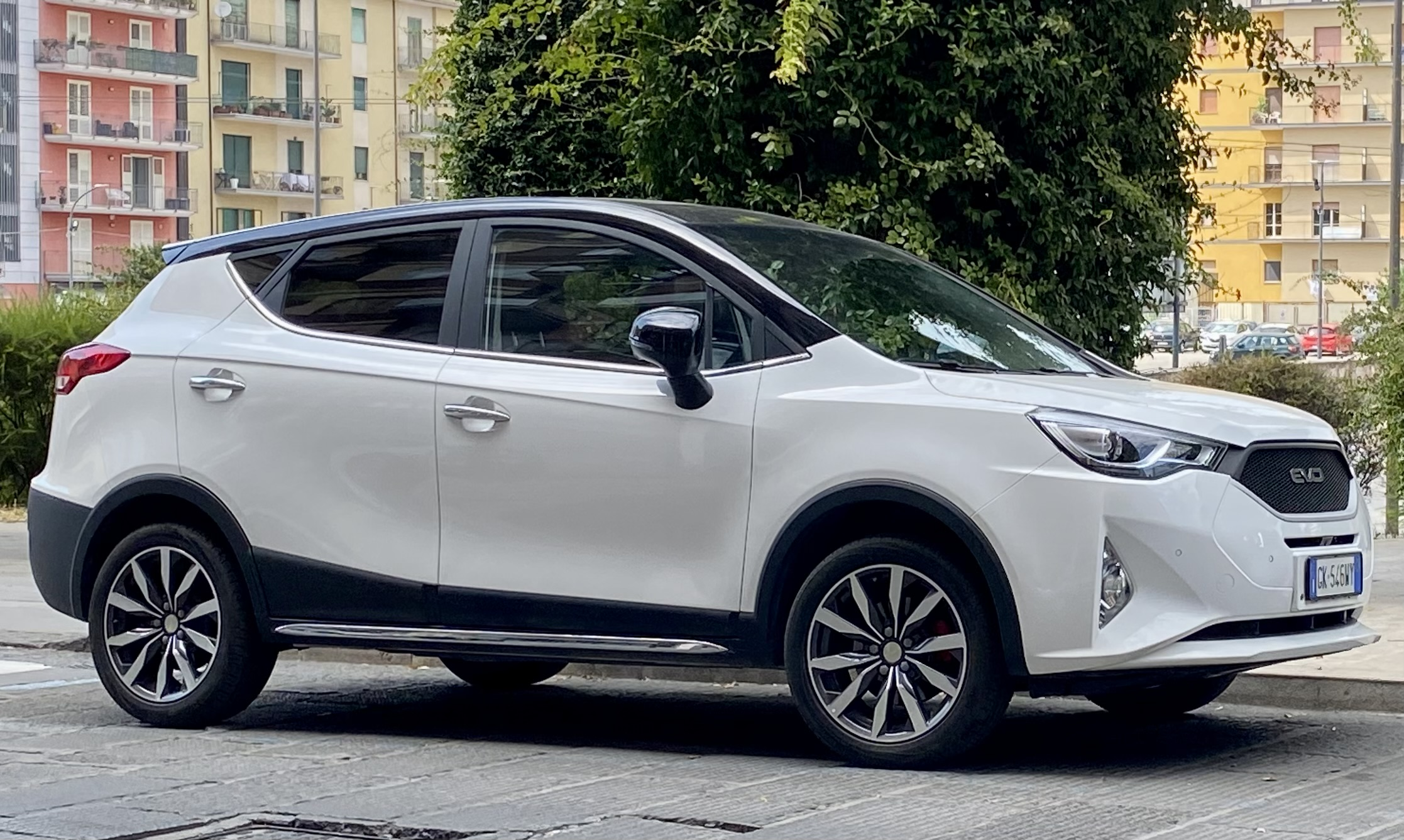
EVO 4 (2020–2022)

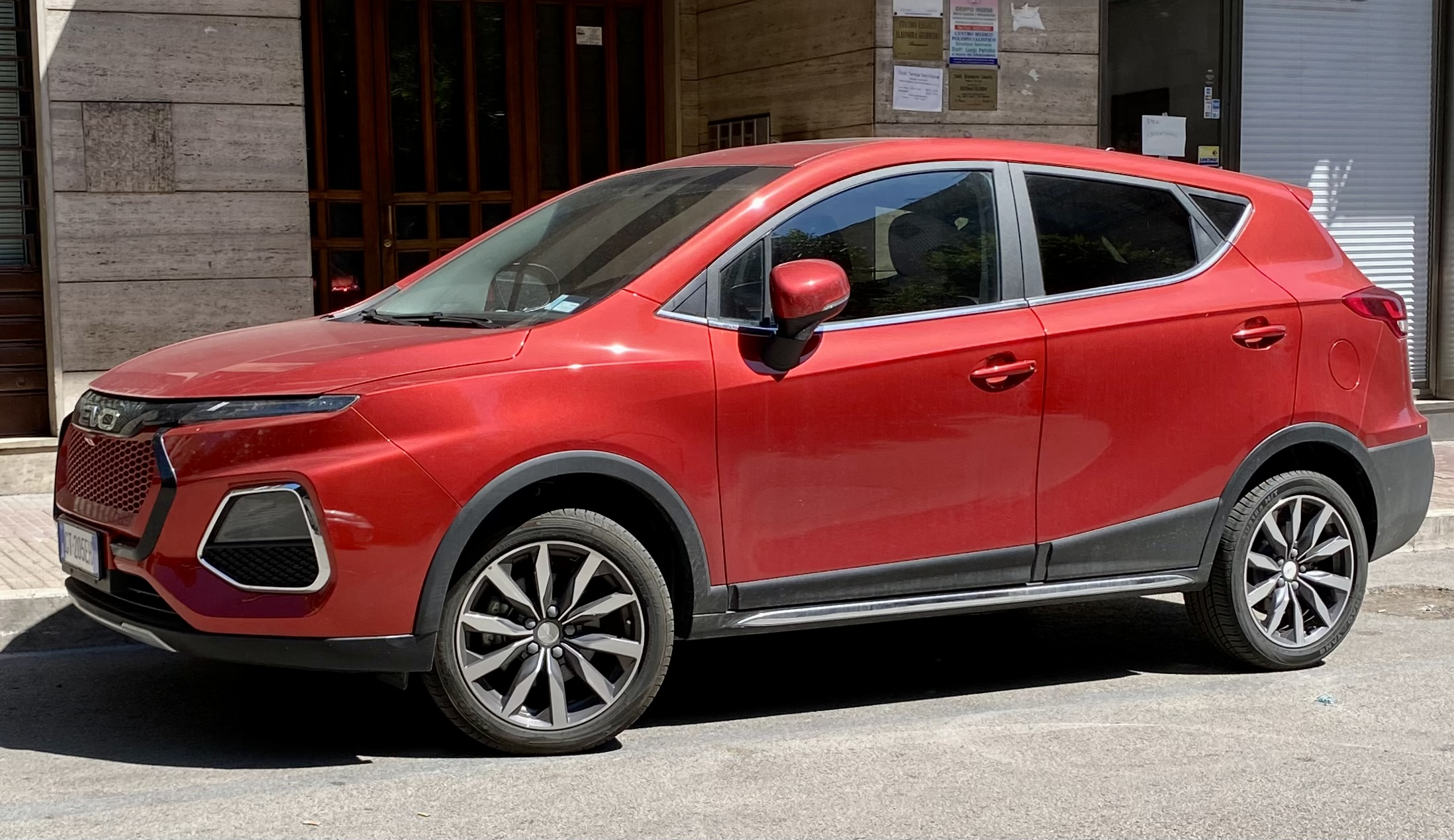
EVO 4 (seit 2022)

Der EVO 4 (bis 2020: DR 4) ist ein SUV des italienischen Automobilherstellers DR, das baugleich mit dem chinesischen JAC S3 ist.

## Geschichte
Erstmals präsentiert wurde das Fahrzeug auf dem 1. Salon International de l'Automobile (SIAM) in Monaco, verkauft wird es seit Oktober 2017 in Italien zu einem Preis ab 17.000 Euro. Auf der Milano Monza Motor Show im Juni 2022 präsentierte der Hersteller eine überarbeitete Version der Baureihe.

## Technische Daten
Angetrieben wird der EVO 4 von einem 84 kW (115 PS) starken 1,6-Liter-Ottomotor, der auch im JAC S3 zum Einsatz kommt. Auf 100 km/h beschleunigt der Fünfsitzer in 10,5 Sekunden, die Höchstgeschwindigkeit gibt EVO mit 180 km/h an. Optional bietet der Hersteller das Fahrzeug mit einem Flüssiggas-Antrieb an.
|                                             | EVO 4                 |
| Bauzeitraum                                 | seit 10/2017          |
| Motorkenndaten                              |                       |
| Motortyp                                    | R4-Ottomotor          |
| Hubraum                                     | 1590 cm³              |
| max. Leistung bei min−1                     | 84 kW (115 PS) / 6000 |
| max. Drehmoment bei min−1                   | 155 Nm / 3500–4500    |
| Kraftübertragung                            |                       |
| Antrieb, serienmäßig                        | Vorderradantrieb      |
| Antrieb, optional                           | —                     |
| Getriebe, serienmäßig                       | 6-Gang-Schaltgetriebe |
| Getriebe, optional                          | —                     |
| Messwerte                                   |                       |
| Höchstgeschwindigkeit                       | 175 km/h              |
| Beschleunigung, 0–100 km/h                  | 10,5 s                |
| Kraftstoffverbrauch auf 100 km (kombiniert) | 7,4–7,7 l Super       |
| CO2-Emissionen (kombiniert)                 | 172–174 g/km          |
| Abgasnorm                                   | Euro 6                |